# Ofidismo
Se denomina ofidismo al envenenamiento, emponzoñamiento o accidente ofídico causado por una mordedura de serpiente y la secreción inoculada (veneno).
Desde el punto de vista sanitario tiende a considerarse equivocadamente como venenosas solo a las especies que pueden matar a una persona, sin embargo, deben considerarse las mordeduras que inoculan saliva tóxica o veneno de naturaleza química compleja y pueden causar daños importantes a la salud.